# Torna Hällestad
Torna Hällestad ist ein Ort (tätort) in der südschwedischen Provinz Skåne län und der historischen Provinz Schonen.

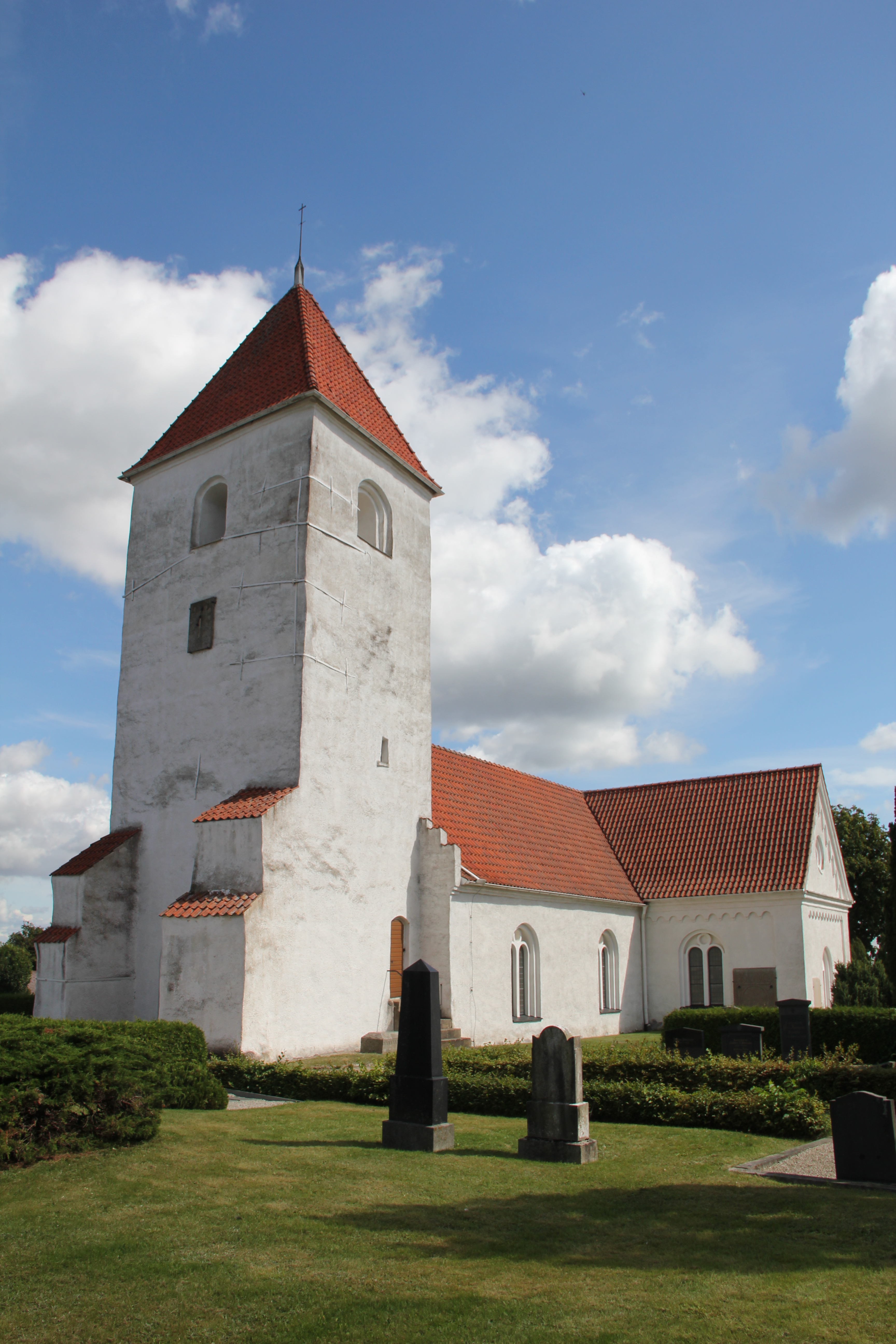
Kirche von Hällestad

Der Ort in der Gemeinde Lund liegt etwa 15 Kilometer östlich der Stadt Lund und etwa fünf Kilometer östlich von Dalby in der Nähe des Krankesjön.
In der Mauer der Kirche sind die Runensteine in der Hällestads kyrka eingearbeitet, die Toke Gormsson einen ansonsten vage überlieferten Wikinger hohen Standes erwähnen.